# جبعون
جبعون (بالعبرية: גבעון) هي مدينة كنعانية كانت تقع شمال مدينة أورشليم ذكرت في الكتاب المقدس، ذكر في العهد القديم قيام يشوع باحتلالها واليوم هي عبارة عن قرية فلسطينية تدعى الجيب.